# Acanthonyx petiverii
Acanthonyx petiverii är en kräftdjursart som beskrevs av H. Milne Edwards 1834. Acanthonyx petiverii ingår i släktet Acanthonyx och familjen Epialtidae. Inga underarter finns listade i Catalogue of Life.